# Hibou strié
Asio clamator
Espèce
Synonymes
- Bubo clamator Vieillot, 1807
(protonyme)
- Rhinoptynx clamator (Vieillot, 1808)
- Pseudoscops clamator (Vieillot, 1808)

Statut de conservation UICN

 LC  : Préoccupation mineure
Statut CITES
Le Hibou strié (Asio clamator, anciennement Pseudoscops clamator) est une espèce d'oiseaux de la famille des Strigidae.

## Répartition
Cet oiseau vit en Amérique centrale et du Sud.

## Sous-espèces
D'après la classification de référence (version 14.1, 2024) de l'Union internationale des ornithologues, le Hibou strié possède 4 sous-espèces (ordre philogénique) :
- Asio clamator forbesi (Lowery & Dalquest, 1951) ;
- Asio clamator clamator (Vieillot, 1808) ;
- Asio clamator oberi (Kelso, EH, 1936) ;
- Asio clamator midas (Schlegel, 1862).